# St. Johannes (Pentling)

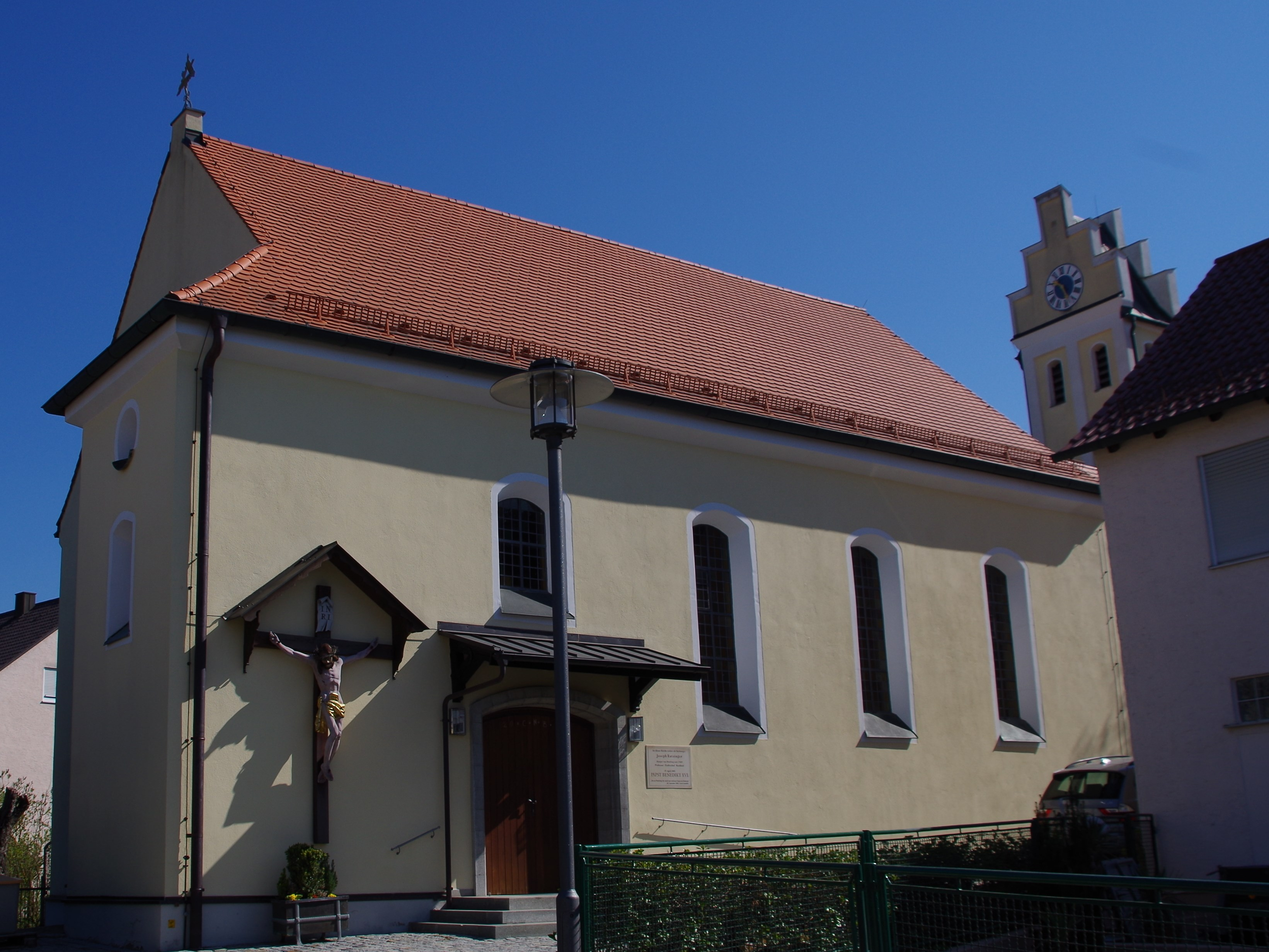
St. Johannes in Pentling

Die katholische Kirche St. Johannes steht in der Schulstraße der Gemeinde Pentling im Oberpfälzer Landkreis Regensburg.

## Geschichte
In der heutigen Kirche wurden vermutlich ältere Bauteile einbezogen. In der jetzigen Form stammt sie aus dem 16. Jahrhundert. Sie wurde 1697 umgebaut und im Laufe der Jahre mehrfach verändert. Der umfangreichste Eingriff in die historische Bausubstanz war 1931 mit der Errichtung des neuen Langhauses, wobei ein Teil des Langhauses der alten Kirche stehenblieb und jetzt als Chor genutzt wird. Die Kirche war eine Filialkirche der Pfarrkirche Prüfening, später wurde sie der Kirche in Ziegetsdorf zugehörig und ist heute integriert im Verbund der Seelsorgeeinheit St. Paul.

## Kirchenbau

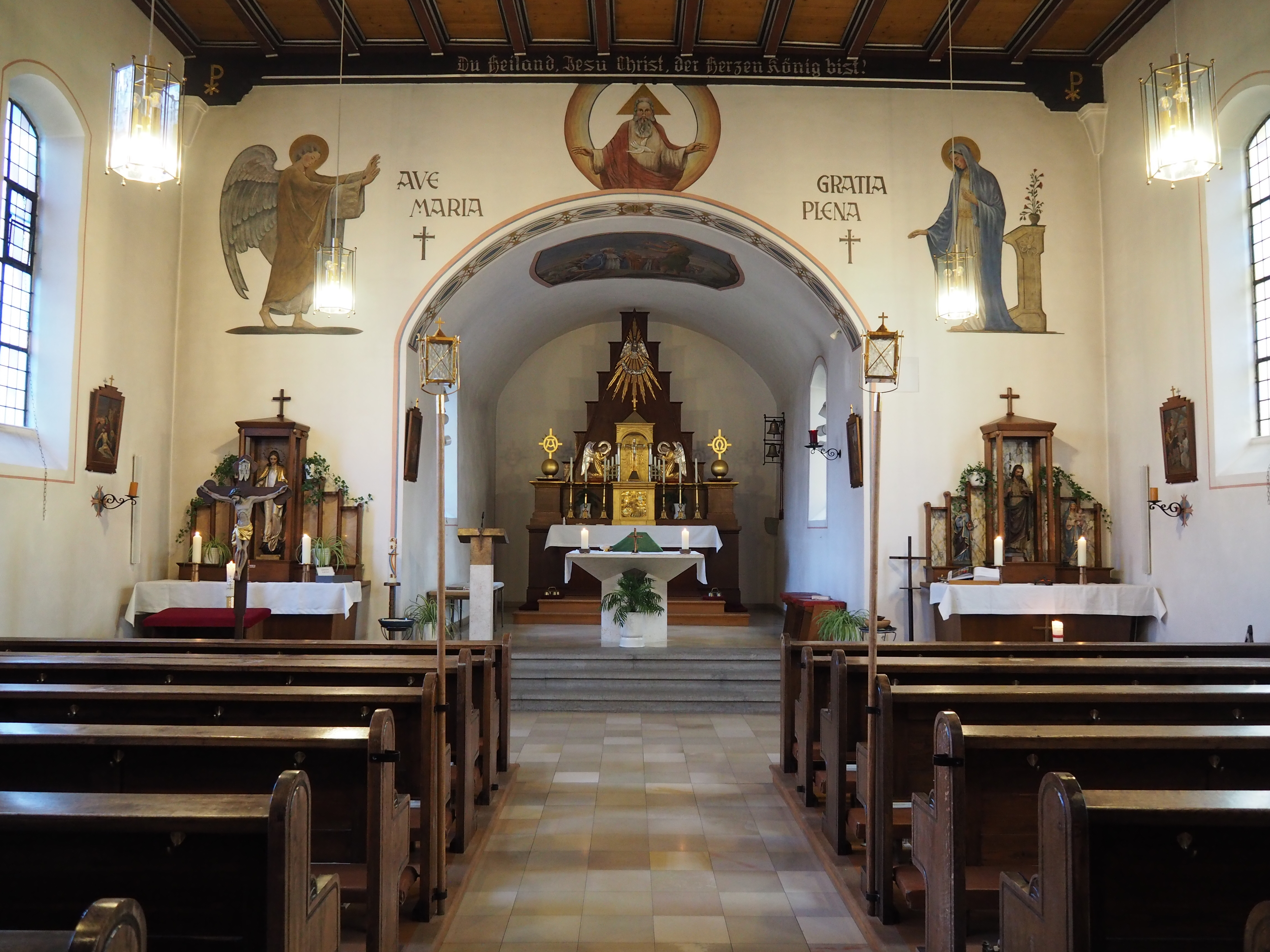
Innenansicht

Die Kirche ist eine rechteckige Anlage. Der gemauerte Turm besteht aus Backsteinen und wird mit einem einstufigen Staffelgiebel abgeschlossen. Über der Schallarkade ist die Jahreszahl 1789 zu sehen.
In der Sakristei befindet sich das Emmeramer Stiftswappen mit dem Wappenschild von Blasius Baumgartner.

## Ausstattung
Der Hochaltar wurde um 1900, die Seitenaltäre um 1931 gefertigt. Das Votivbild gestiftet von dem Damenstift Obermünster stammt aus dem Jahr 1742. Die Glasgemälde aus dem Jahr 1931 stammen von dem Regensburger Glasmaler Schwarzmayer.  Der neue Volksaltar, welcher nach der Renovierung der Kirche eingebaut wurde, stammt von der Messe im September 2006 am Islinger Feld.

## Orgel

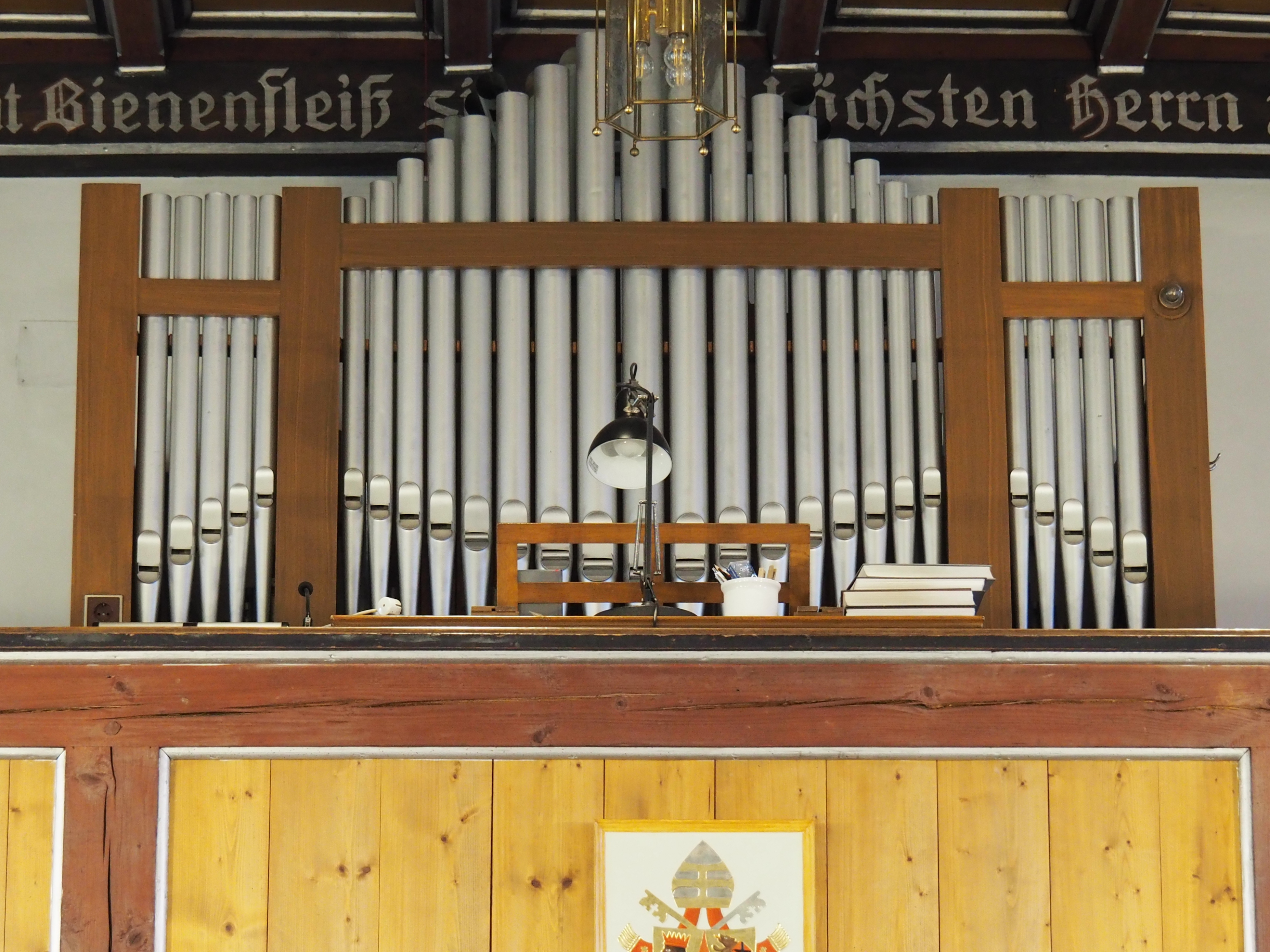
Siemann-Orgel

Die Orgel ist die frühere Interimsorgel von Herz Jesu in Regensburg. Sie wurde 1930 als op. 461 von Willibald Siemann erbaut und 1960 von Eduard Hirnschrodt umgebaut. Ein Nachfolgeinstrument ist derzeit in Planung. Die Disposition des Instruments mit pneumatischer Traktur lautet heute:
| Manual C–f3 |                  |    |
| 1.          | Gedeckt          | 8′ |
| 2.          | Salicional       | 8′ |
| 3.          | Prinzipal        | 4′ |
| 4.          | Flöte            | 4′ |
| 5.          | Rausch Quinte II |    |

| Pedal C–d1 |        |     |
| 6.         | Subbaß | 16′ |

- Koppeln: Man/P

Suboktavkoppel: Man/Man
Superoktavkoppel: Man/Man
- Spielhilfe: Tuttiknopf (als Registerwippe)

## Kapelle
Zu der Kirche gehört eine Kapelle, welche sich an der Hauptstraße befindet. Der fast vollständig runde Bau stammt aus dem Jahr 1649. In dem kleinen Barockaltar aus dem 17. Jahrhundert steht eine Madonna aus der ersten Hälfte des 15. Jahrhunderts, welche mit einer unpassenden Fassung versehen ist. Flankierend sind zwei Figuren aus den 18. Jahrhundert platziert.